# Fórmula de Riemann–Siegel
Em matemática a fórmula Riemann-Siegel é uma fórmula assintótica para o erro da equação funcional aproximada da função zeta de Riemann, uma aproximação da função zeta pela soma de duas séries de Dirichlet finitas. Ela foi encontrada por Siegel (1932) em manuscritos não publicados de Bernhard Riemann datando dos anos 1850. Siegel derivou-a da fórmula integral Riemann-Siegel, uma expressão da função zera envolvendo integrais de contorno. Ela é frequentemente usada para calcular valores da fórmula de Riemann-Siegel, algumas vezes em combinação com o algoritmo de Odlyzko-Schönhage o qual a acelera consideravelmente.
Se M e N são inteiros não negativos, então a função zeta é igual a
{\displaystyle \zeta (s)=\sum _{n=1}^{N}{\frac {1}{n^{s}}}+\gamma (1-s)\sum _{n=1}^{M}{\frac {1}{n^{1-s}}}+R(s)}
onde
{\displaystyle \displaystyle \gamma (s)=\pi ^{1/2-s}\Gamma (s/2)/\Gamma ((1-s)/2)}
é o fator aparecendo na equação funcional ζ(s) = γ(s)ζ(1−s), e
{\displaystyle R(s)={\frac {-\Gamma (1-s)}{2\pi i}}\int {\frac {(-x)^{s-1}e^{-Nx}dx}{e^{x}-1}}}
é uma integral de contorno na qual o contorno inicia e termina em +∞ e circula as singularidades de valor absoluto no máximo 2πM. A equação funcional aproximada da uma estimativa para o tamanho do termo erro.
Siegel (1932) e Edwards (1974) derivam a fórmula Riemann-Siegel disto por aplicação do método da descida mais íngreme a esta integral para obter uma expansão assintótica para o termo erro R(s) como uma série de potências negativas de Im(s).
Em aplicações s é normalmente sobre a linha crítica, e os inteiros positivos M e N são escolhidos para serem aproximadamente (2π Im(s))1/2. Gabcke (1979) encontrou encontraram limites bom para o erro da fórmula de Riemann-Siegel.

## Fórmula integral de Riemann
Riemann mostrou que
{\displaystyle \int _{0\searrow 1}{\frac {e^{-i\pi u^{2}+2\pi ipu}du}{e^{\pi iu}-e^{-\pi iu}}}={\frac {e^{i\pi p^{2}}-e^{i\pi p}}{e^{i\pi p}-e^{-i\pi p}}}}
onde o contorno de integração é uma linha de declive −1 passando entre 0 e 1 (Edwards, 1974, 7.9).
Ele usou isto para obter a seguinte formula integral para a função zeta:
{\displaystyle \displaystyle \pi ^{-s/2}\Gamma (s/2)\zeta (s)=}
{\displaystyle \pi ^{-s/2}\Gamma (s/2)\int _{0\swarrow 1}{\frac {x^{-s}e^{\pi ix^{2}}}{e^{\pi ix}-e^{-\pi ix}}}dx+\pi ^{-(1-s)/2}\Gamma ((1-s)/2)\int _{0\searrow 1}{\frac {x^{s-1}e^{-\pi ix^{2}}}{e^{\pi ix}-e^{-\pi ix}}}dx}